# 돌아온 이탈자
돌아온 이탈자(Angel Town)는 미국에서 제작된 에릭 카슨 감독의 1990년 액션, 드라마 영화이다. 올리비에 그루너 등이 주연으로 출연하였고 에릭 카슨 등이 제작에 참여하였다.

## 출연

### 주연
- 올리비에 그루너
- 피터 퀑

### 조연
- 테레사 살다나
- 프랭크 아라곤
- 제임스 카레라
- 그레고리 크루즈
- 바바라 앨린-베넷
- 파비안 알로마
- 루프 아마도
- 프랭키 아비나
- 마크 다카스코스
- 페이지 레옹
- 브루스 록
- 스탠 롱기니디스
- 톰 맥그리비
- 마이크 모로프
- 조이 나베르
- 줄리 루돌프
- 스테파니 숄터스
- 토니 발렌티노
- 다니엘 빌라리어

## 제작진
- 라인프로듀서: 로저 라 페이지
- 협력프로듀서: 후안 콜라스
- 의상: 스티븐 M. 추데이